# Italo disco
Italo disco nebo italo-disco je velmi široký pojem, který zahrnuje disco s prvky pop produkce, a to hlavně z Evropy během osmdesátých let.
Je jednou z prvních forem světové elektronické taneční hudby (EDM). Tento styl se vyvinul v průběhu sedmdesátých a na počátku osmdesátých let v Itálii, Španělsku, Německu a jiných částech Evropy.
Charakteristickým znakem tohoto stylu je především futuristický, naprosto odlišný a jakoby vesmírný zvuk, který se docílil syntezátorem, vocoderem a bicím automatem. Během osmdesátých let termín zahrnoval většinou neamerickou a nebritskou taneční hudbu. V Severní Americe a Velké Británii bylo italo disco zcela neznámé, většinou se jednalo o undergroundovou scénu.
Později inspirovalo polský žánr disco polo.
Příklady:
- „Love Spy“, „Agent of Liberty“ (1986) od Mike Mareen
- „Only you“ (1984) od Savage
- „USSR“ (1986) od Eddy Huntington
- „I Like Chopin“, „Masterpiece" (1983) od Gazebo
- „For your Love“ (1986) od Albert One
- „Don't Cry“ (1986), „Glasses Man“ (1987), „Hey Hey Guy“ (1984) od Ken Laszlo
- „I Find The Way“ (1985) od Roger Meno
- „Boys, Boys, Boys“ (1987) od Sabrina
- „Hold The Line“ (1987) od Chester
- „Fear", „Power Run" (1987) od Laserdance

## Terminologie
Označení italo disco pochází z názvu série kompilací 2LP (3LP) (později CD) The Best of Italo Disco a také Italo Boot Mix (taneční megamixy) vycházejících od roku 1983 u společnosti ZYX Records. Jejím zakladatelem byl BERNHARD MIKULSKI (ZYX Music GmbH u. Co KG). Tyto kompilace obsahovaly především italskou a v Německu (nejen) produkovanou diskotékovou hudbu. Někdy se tento styl označoval i jako rock elettronico či balli da discoteca (disco dance).

## Interpreti
Mezi italo-disco interprety patří Sabrina, Eddy Huntington, Mike Mareen, Savage, Max Him, Brian Ice, Linda Jo Rizzo, Patty Ryan, Den Harrow, Silver Pozzoli, Miko Mission, Scotch, Albert One, Valerie Dore...